# Raging Bull (berg- och dalbana)
Raging Bull är en berg- och dalbana i nöjesparken Six Flags Great America. Banan byggdes av Bolliger & Mabillard under 1999, och togs i drift 1 maj samma år.

## Åkbeskrivning
Tåget lämnar stationen, gör en u-sväng till vänster och dras sedan upp för en 62 meter hög backe. Plötsligt kommer en kort svacka, följt av den 68 meter långa nedförsbacken, som övergår i en underjordisk tunnel. Nästa element är en graderad sväng, följt av en uppförsbacke som korsar den första långa nedförsbacken. Åkturen avslutas med ett antal olika spiraler och bromssträckor. Raging Bull anses vara en väldigt "mjuk" bana att åka.